# Sven Jungbeck

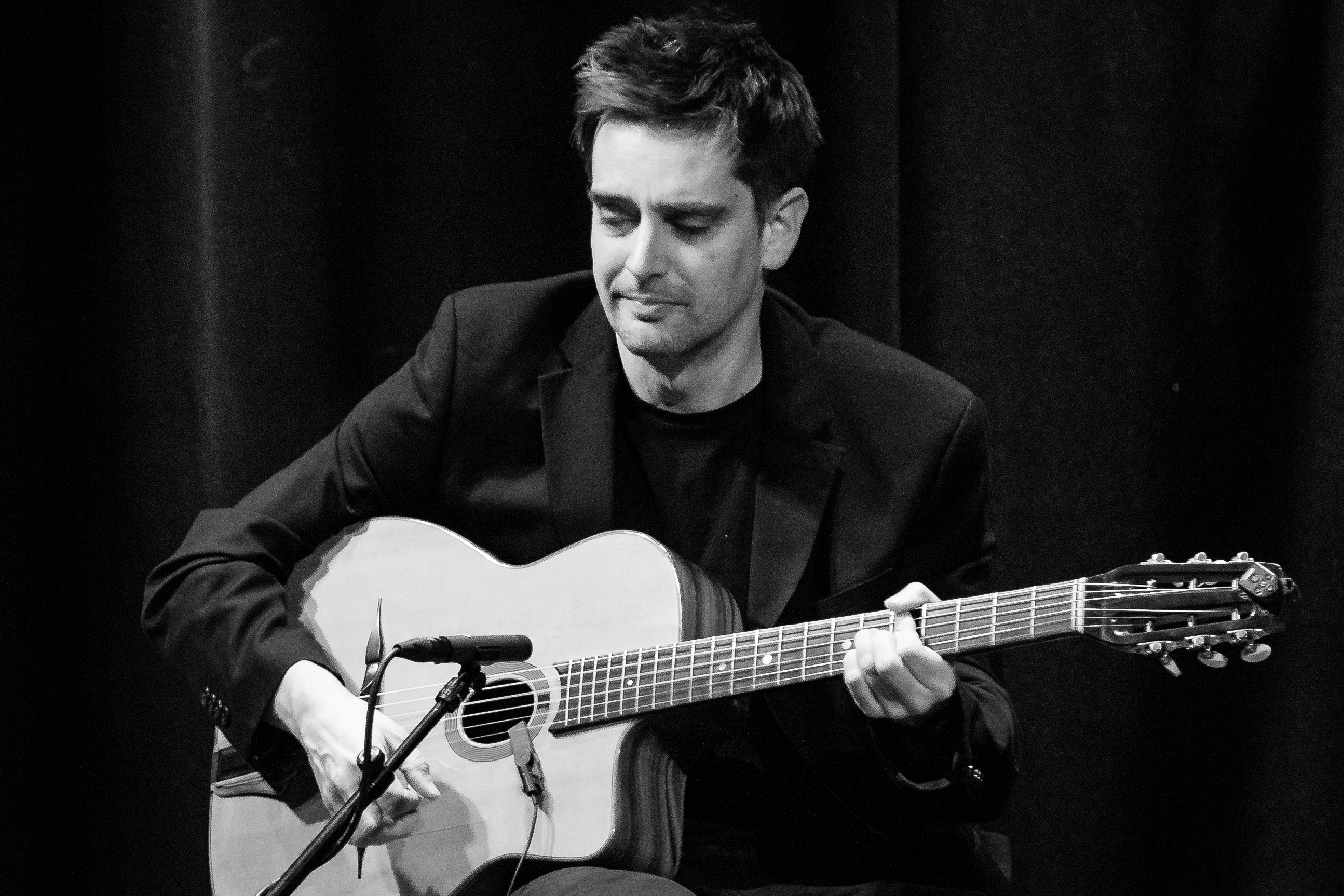
Sven Jungbeck (2024)

Sven Jungbeck (* 1983 in Dormagen) ist ein deutscher Gitarrist, der sich in unterschiedlichen Stilistiken bewegt.

## Leben und Wirken
Jungbeck, der in Dormagen aufwuchs, begann im Alter von 12 Jahren Gitarre zu spielen. Nach erstem Unterricht bei seiner Mutter wurde er auf der städtischen Musikschule ausgebildet. Nach dem Abitur studierte er drei Jahre in Arnheim am Konservatorium, wo er mit einem Konzertexamen in Jazz-, Rock- und Pop-Gitarre abschloss.
Bereits während seiner Studienzeit tourte Jungbeck mit Christian Korthals, Nico Stallmann, Martin Henger und Benjamin Tai Trawinski als Gypsy-Band D’Artagnan durch Polen und die Niederlande. Zurück im Rheinland begann er als Live-Gitarrist und Lehrer zu arbeiten. Mit Jost Schiefer gründete er die Band JJ and the Acoustic Machine, die Alternative Country spielt.
Jungbeck nahm 2015 sein Fingerstyle-Soloalbum Daydream mit Eigenkompositionen sowie neuen Arrangements von Songs von Tommy Emmanuel auf. Seit 2016 gehört er zum Trio von Joscho Stephan, mit dem er tourte und zudem im Bereich des Gypsy-Jazz Costel Nitescu, Stochelo Rosenberg, Biréli Lagrène und Sandro Roy begleitete. 2020 nahm er mit Fredi Gebhardt das Album Swing Guitars Cologne auf. 2022 erschien seine CD Sven Jungbeck Invites mit Gästen wie Wawau Adler, Robin Nolan, Paulus Schäfer, Olli Soikkeli, Joscho Stephan und Jimmy Rosenberg. 2023 folgte sein Album Tales from an Old Guitar beim Label Hot Club Records. Im Beyond Swing Trio mit Gebhardt und Bassist Volker Kamp veröffentlichte er 2024 ein Live-Album. Gemeinsam mit dem Gitarristen José Diaz de León und dem kolumbianischen Bassgitarristen Juan Camilo Villa Robles entstand zudem das Album Django Latino (2022).
Jungbeck ist auch auf Alben von Sandro Roy und Joscho Stephan zu hören. Mit seinem YouTube-Kanal, auf dem er mehr als 20.000 Follower hat, erklärt er idiomatische Fakten des Gypsy-Jazz.